# Номоканон
Номокано́н (греч. Νομοκανών — «закон-правило») — византийский сборник церковных правил и императорских указов, касающихся церкви, один из источников византийского права. Номоканоны составлялись в VI—VII веках и впоследствии дополнялись. Древнейший Номоканон приписывается Константинопольскому патриарху Иоанну III Схоластику (VI век). Известен также сербский Номоканон архиепископа Саввы I Сербского — Законоправило Святого Саввы. Одна из редакций Номоканона была положена в основу древнерусской Кормчей книги (XII—XIII века) — основного источника церковного права в средневековой Руси.

## Византийские номоканоны

### Сборник Иоанна Схоластика
Иоанн III Схоластик, первоначально адвокат, впоследствии Константинопольский патриарх, в период между 540 и 557 годами составил сборник церковных правил (др.-греч. Σύνταγμα κανώνων) в систематическом, а не хронологическом порядке, сведя все постановления, относящиеся к одному предмету, в один раздел, титул. Всего титулов было 50. В начале титула помещалось его заглавие. Данный сборник был составлен на основе утраченного сборника из 60 титулов.
В состав сборника вошли следующие правила:
- правила первых четырёх вселенских соборов (Первого Никейского, Первого Константинопольского, Эфесского и Халкидонского) и шести поместных соборов (Анкирского, Неокесарийского, Сардикийского, Антиохийского, Гангрского и Лаодикийского);
- 85 апостольских правил;
- 68 правил Василия Великого, извлечённых из его посланий.

Сборник Иоанна Схоластика пользовался большим авторитетом и не был вытеснен даже более поздними номоканонами. Возможно, он был переведён на славянский язык Мефодием Солунским.

### Номоканон из 50 титулов
Номоканон из 50 титулов, ранее также приписывавшийся Иоанну Схоластику, имеет то же количество титулов того же названия, однако был составлен позже и включал, в дополнение к содержимому Номоканона Иоанна Схоластика, соответствующие по содержанию места из Свода Юстиниана I. Этот сборник дошёл до нашего времени в большом количестве сильно различающихся рукописей, исследования которых (например, Иосифа Ассемани) не позволили создать их классификацию.
Оригинального содержания в данном номоканоне не много. Полностью заимствовано содержание и структура Номоканона Иоанна Схоластика, из лат. Collectio LXXXVII capitulorum взято предисловие и значительная часть содержания. Новым стало только добавление из Кодекса и Пандект. Вероятно, сборник был составлен в правление одного из ближайших преемников Юстиниана I, Юстина II или Тиберия II. По крайней мере, он был составлен до Трулльского собора (692 год), внёсшего изменения в апостольские правила и правила отцов Церкви. Поскольку в него не были включены важные церковные новеллы Ираклия I, то можно ещё более сдвинуть в прошлое дату составления этого сборника.

### Номоканон из 14 титулов и Номоканон Фотия
В IX веке патриархом Фотием I был составлен Номоканон из 14 титулов. Номоканон был основан на аналогичном по структуре сборнике, который до нашего времени не дошёл. Об этом можно судить по отчётливо выделяемым двум авторам предисловия, одно из которых, более старое, позволяет датировать исходную версию сборника примерно VII веком. Добавления Фотия включали постановления последних Вселенских соборов и актуализацию правил апостолов и отцов Церкви. По сравнению с Номоканоном из 50 титулов расширено использование извлечений из законодательства Юстиниана, в том числе из Новелл (около 550 года).

## Номоканон святого Саввы
В 1219 году был составлен сербский Номоканон под названием Законоправило, также называемый Сербской, или Святосавской редакцией Кормчей. Составителями считаются святой Савва I Сербский, первый сербский архиепископ, или русские монахи на Афоне. Первый сербский сборник церковных правил и светских законов. Законоправило регулировало значительную область общественных отношений, как церковных так и гражданских.
Содержит 70 глав: 6 вводных, 44 церковного права и 20 гражданского права. Из Фотиева Номоканона заимствованы оба предисловия и систематический указатель канонов.
Часть Законоправилa, относящаяся к церковному праву, включает:
- «Синопсис» Стефана Эфесского, истолкованный и дополненный Алексеем Аристином — составил основу Законоправила; в некоторых местах, где толкования Аристина не удовлетворяли составителя, он заменял их толкованиями Иоанна Зонары.
- Номоканон Иоанна III Схоластика в 87 главах (византийский сборник императорских законов о Церкви),
- Номоканон из 14 титулов,
- Правила святых апостолов,
- Правила святых отцов,
- решения Вселенских и поместных соборов
- законодательство Моисея (3-я и 5-я книги Моисея).

Часть, относящуюся к гражданскому праву, включает:
- выводы из Новелл Юстиниана I (около 550 года),
- юридический сборник, составленный Иоанном Схоластиком,
- Collectio tripartita,
- собрание законов Юстиниана,
- Прохирон (Закон городской) 879 года,
- новеллы императора Алексея Комнина о браке,
- сборник византийского гражданского, уголовного и процессуального права[5].

Законоправило представляет собой не только простой перевод византийских гражданских и церковных юридических актов, но также содержит толкования, написанные составителем, что придаёт ему самостоятельную ценность. Составитель внёс в Законоправило многочисленные законы о защите бедных, беззащитных, находящихся под угрозой слоёв общества; подчеркнул согласие духовной и мирской (гражданской) власти.
Заимствовав римско-византийское право, Сербия стала составной частью европейской и христианской цивилизации.  Законоправило имело важное значение для права славянских церквей. Послужило основой законодательства сербских правителей, включая Душанов законник 1349 и 1354 года.
В том же XIII веке Законоправило было заимствовано Болгарией и Русью, где также получило официальное признание.
Древнейший известный список Законоправила — Ило́вицкая кормчая 1262 года.

## Номоканон при Большом Потребнике
Номоканон при Большом Потребнике (позднее — Требнике) — свод церковных правил византийского происхождения. Является одним из разделов Большого Потребника, помещён в конце этой книги. Полное название — «Номоканон, сиречь Законоправильник, имея Правила, по сокращению, Святых Апостолов, Великого Василия и Святых Соборов». Номоканон при Большом Потребнике включает небольшую часть правил, выписанных из канонов Православной церкви, а также отдельные апокрифические правила. Всего в Номоканоне 225 правил в Большом Потребнике и 228 правил в Большом Требнике.
Первоначально сборник существовал в виде отдельной рукописной книги, а затем был включён в Большой Потребник. Время создания Номоканона неизвестно. Часть правил ссылается на Алфавитную синтагму Матфея Властаря, составленную ранее середины XIV века, а первые дошедшие до нас списки Номоканона (хранящиеся в Британском музее и библиотеке Тюбингенского университета) восходят к концу XV века. Исследователь Номоканона А. С. Павлов в своём труде «Номоканон при Большом Требнике: его история и тексты, греческие и славянские, с объяснительными и критическими примечаниями» сделал вывод, что книга составлена в первой половине XV века на Афоне монашествующими духовниками.